# 청량정보고등학교
청량정보고등학교는 서울특별시 동대문구에 있는 고등학교 과정의 학력인정 평생교육시설이다.

## 학교 연혁
나눔 배려 선행